# محمد السعيد شكيني
محمد السعيد شكيني (بخط التيفيناغ: ⵎoⵀⴰⵎⴻⴷ ⵙⴰⵉⴷ ⵛⵀⴻⴽⵉⵏⵉ) هو رجل سياسي جزائري من مواليد 31 مارس 1937م في ولاية تيزي وزو الجزائرية.

## النشأة
وُلِدَ «محمد السعيد شكيني» بتاريخ 31 مارس 1937م في قرية آيث بوعدة ببلدية عزازقة داخل دائرة عزازقة في ولاية تيزي وزو الجزائرية.

## الثورة التحريرية الجزائرية
التحق المناضل «محمد السعيد شكيني» بصفوف الثورة التحريرية الجزائرية في يوم 27 أكتوبر 1954م وسنه لا يتجاوز 16 عاما، أي أربعة أيام قبل الاندلاع الرسمي للثورة في 1 نوفمبر 1954م.
وقد شارك في صد عملية العصفور الأزرق ابتداء من أفريل 1956م إلى غاية 1 أكتوبر 1956م.
وقد قام بهجوم في وسط مدينة عزازقة أسفر عن مصرع ثلاثة مستوطنين فرنسيين ليفلت من مسرح العملية، إلا أن خيانة بعض الأشخاص سمحت بالقبض عليه بعد ذلك.
تم الحكم بعقوبة الإعدام على المجاهد «محمد السعيد شكيني» في يوم 19 مارس 1958م أثناء ثورة التحرير الجزائري.
واستفاد خلال سنة 1959م من أحكام العفو القضائي [الفرنسية] ليتم إطلاق سراحه يوم 5 ماي 1962م بعد مفاوضات إيفيان.

## النضال الحزبي
رغم أن المجاهد «محمد السعيد شكيني» كان من مؤسسي جبهة التحرير الوطني الجزائرية قبل استقلال الجزائر، إلا أن ذلك لم يمنه من أن يشارك في تأسيس جبهة القوى الاشتراكية مع المجاهد حسين آيت أحمد بعد الاستقلال.
ثم واصل نضاله من جديد في حزب جبهة التحرير الوطني الجزائري من جديد إلى غاية 2017م.

## المسار المهني
| رقم | المنصب                      | البداية       | النهاية         |
| --- | --------------------------- | ------------- | --------------- |
| 01  | رئيس دائرة في دائرة بولوغين | 1992م         | 30 جوان 1994م   |
| 02  | والي في ولاية بجاية         | 30 جوان 1994م | 20 مارس 1995م   |
| 03  | والي في ولاية بشار          | 20 مارس 1995م | 11 جويلية 1995م |

## المؤلفات

### الزنزانة 16 إضافية رقم 4597
أصدر «محمد السعيد شكيني» خلال عام 2012م كتابا يعنوان «الزنزانة 16 إضافية رقم 4597» (بالفرنسية: Cellule 16 bis n°4597)‏ · .
وتتمثل هذه الرواية في سرد أحداث من ثورة التحرير الجزائرية يمتزج فيها التاريخ والمجد والصراحة والشجاعة.

### متمرد مدينة عزازقة
أصدر «محمد السعيد شكيني» كذلك في 1 نوفمبر 2013م كتابا آخر بعنوان «متمرد مدينة عزازقة» (بالفرنسية: Un rebelle dans la ville d'Azazga)‏.
وتتمثل هذه الرواية من نوع ترجمة ذاتية في سرد مساهمة الكاتب من ثورة التحرير الجزائرية.
وقد تم تقديم الرواية من طرف المجاهد واعلي آيت أحمد الذي كان ضابطا في جيش التحرير الوطني الجزائري أثناء ثورة التحرير الجزائري.

### ما هو موقعي في التاريخ كأمة
أصدر «محمد السعيد شكيني» في 2013م كتابا آخر بعنوان «ما هو موقعي في التاريخ كأمة» (بالفرنسية: Où est ma place dans l'histoire en tant que nation)‏.

### هوية قرية آيث بوعدة
أصدر «محمد السعيد شكيني» في 2014م كتابا آخر بعنوان «هوية قرية آيث بوعدة» (بالفرنسية: Identité du village Aït Bouaddha)‏.

### المذكرات
أصدر «محمد السعيد شكيني» في 2015م مذكراته.

## مواضيع ذات صلة
- قائمة أعلام الجزائريين
- قائمة الولاة في الجزائر
- وزارة الداخلية الجزائرية
- سياسة الجزائر
- منطقة القبائل
- ولاية تيزي وزو
- دائرة عزازقة
- بلدية عزازقة
- قرية آيث بوعدة